# HD 102195
HD 102195 — одиночная звезда в созвездии Девы на расстоянии приблизительно 95 световых лет (около 29,2 парсек) от Солнца. Визуальная звёздная величина звезды — +8,07m. Возраст звезды определён около 5,9 млрд лет.
Вокруг звезды обращается, как минимум, одна планета.

## Характеристики
HD 102195 — жёлто-оранжевый карлик спектрального класса G8V, или K0V, или K0, или K2. Масса — около 0,88 солнечной, радиус — около 0,84 солнечного, светимость — около 0,476 солнечной. Эффективная температура — около 5209 K.
Впервые в астрономической литературе упоминается в каталоге Генри Дрейпера, изданном в начале XX века.

## Планетная система
В 2005 году было объявлено об открытии планеты HD 102195 b. Это горячий газовый гигант, который обращается вокруг родительской звезды на расстоянии 0,049 а.е. Полный оборот вокруг звезды он совершает за 4 с лишним суток. Открытие планеты было совершено методом Доплера.
В 2019 году учёными, анализирующими данные проектов Hipparcos и Gaia, у звезды обнаружена планета HIP 57370 c.